# Muerte y funeral de Alberto de Sajonia-Coburgo y Gotha
El funeral del príncipe Alberto de Sajonia-Coburgo y Gotha, esposo de la reina Victoria del Reino Unido, tuvo lugar el 23 de diciembre de 1861, 9 días después de su fallecimiento el 14 de diciembre.

## Antecedentes
En agosto de 1859, el príncipe Alberto enfermó gravemente con calambres estomacales. Su condición médica, que empeoraba constantemente, le provocó un sentimiento de desesperación: el biógrafo Robert Rhodes James describe que Alberto perdió "las ganas de vivir". Más tarde, Alberto tuvo un roce accidental con la muerte durante un viaje a Coburgo en octubre de 1860, cuando conducía solo en un carruaje tirado por cuatro caballos que, de repente, salió disparado. Mientras los caballos seguían galopando hacia un vagón que esperaba en un cruce de ferrocarril, Alberto saltó del coche para salvar su vida. Uno de los caballos murió en la colisión y Alberto quedó gravemente afectado, aunque sus únicas heridas físicas fueron cortes y contusiones. Confió a su hermano Ernesto y a su hija mayor, Victoria, que sentía que había llegado su momento.

## Muerte
El 9 de diciembre, uno de los médicos de príncipe consorte, William Jenner, le diagnosticó fiebre tifoidea. Cuando la princesa Alicia llamó a su madre al Salón Azul del Castillo de Windsor, donde yacía el príncipe consorte sufriendo de fiebre tifoidea, la tarde del sábado 14 de diciembre de 1861, la reina Victoria supo que la muerte estaba cerca. A las 22:50 de la noche, falleció el príncipe de Alberto en el Salón Azul del Castillo de Windsor, en presencia de la reina y cinco de sus nueve hijos. Tenía 42 años. Años más tarde, en 1872, la reina todavía podía recordar vívidamente como:

"[Alberto dio] dos o tres respiraciones largas pero perfectamente suaves, su mano apretó la mía y... todo, todo se acabó... Me levanté, besé su querida frente celestial y grité con un grito amargo y agonizante '¡Oh! ¡mi querido, querido!' ¡Y luego caí de rodillas en muda y distraída desesperación, incapaz de pronunciar una palabra o derramar una lágrima! Ernest Leningen y Sir C. Phipps me levantaron y Ernest me sacó".

Regresó a la habitación dos veces al día siguiente y le escribió a su hija mayor, la princesa heredera de Prusia, que el príncipe Alberto parecía «hermoso como el mármol, y los rasgos tan perfectos, aunque muy delgados». Aunque el cuerpo no fue colocado en el ataúd hasta el día 18, la reina Victoria no volvió a verlo porque, como le dijo a su hija: «Sentí que preferiría (como sé que él deseaba) mantener la impresión dada de vida y salud, ¡que tener esta imagen triste pero hermosa impresa con demasiada fuerza en mi mente!». Postrada de dolor, la reina se retiró a Osborne el día 19, incapaz de afrontar el calvario del funeral que se celebró en la Capilla de San Jorge el día 23 de diciembre.
Si bien el diagnóstico contemporáneo fue fiebre tifoidea, los escritores modernos han señalado que el constante dolor de estómago de Alberto, que lo dejó enfermo durante al menos dos años antes de su muerte, puede indicar que una enfermedad crónica como la enfermedad de Crohn, insuficiencia renal o cáncer abdominal pudo haber sido la causa real de la muerte.

## Funeral
El funeral de Alberto se celebró el 23 de diciembre de 1861 en la Capilla de San Jorge, en el Castillo de Windsor. Su cuerpo fue sepultado temporalmente en la Bóveda Real de la capilla.. Un año después de su muerte, sus restos fueron depositados en el Mausoleo Real de Frogmore, que permaneció incompleto hasta 1871. El sarcófago, en el que finalmente fueron depositados tanto él como la reina, fue tallado en el bloque de granito más grande que jamás se haya extraído en Gran Bretaña. A pesar de la petición de Alberto de que no se levantaran efigies suyas, se erigieron muchos monumentos públicos en todo el país y en todo el Imperio Británico. Los más notables son el Royal Albert Hall y el Albert Memorial de Londres. La gran cantidad de monumentos erigidos en honor de Alberto llegó a ser tan grande que Charles Dickens le dijo a un amigo que buscaba una "cueva inaccesible" para escapar de ellos.
Tras el traslado de sus restos mortales a la Capilla de San Jorge, le colocaron un epitafio en latín que decía:

Depositum Illustrissimi et celsissimi Alberti Principis Consortis, Ducis Saconiae, De Saxe Coburg et Gothia, Principis Nobilissimi Ordinis Perisceldi Equitis. Augustissimæ et potentissimæ Victoriæ Reginæ Conjugis percarissimi,

Obiit die 14 Decembria 1861, anno ætatis suæ 43.